# ساموئل آبراهام مارکس
ساموئل آبراهام مارکس (انگلیسی: Samuel Abraham Marx; ۱ ژانویهٔ ۱۸۸۵ – ۱ ژانویهٔ ۱۹۶۴) معمار اهل ایالات متحده آمریکا بود.